# Синхронне плавання на Чемпіонаті Європи з водних видів спорту 2018 — група, технічна програма
Змагання з синхронного плавання в довільній програмі груп на Чемпіонаті Європи з водних видів спорту 2018 відбулися 6 серпня.

## Результат[1]
| Місце | Країна          |         |
| Місце | Країна          | Очки    |
| ----- | --------------- | ------- |
| 1     | Росія           | 94.6000 |
| 2     | Україна         | 90.7439 |
| 3     | Італія          | 90.3553 |
| 4     | Іспанія         | 89.8716 |
| 5     | Греція          | 85.9359 |
| 6     | Франція         | 85.1023 |
| 7     | Білорусь        | 83.7633 |
| 8     | Ізраїль         | 81.1266 |
| 9     | Велика Британія | 77.8708 |
| 10    | Австрія         | 77.2775 |
| 11    | Туреччина       | 75.1178 |
| —     | Португалія      |         |